# Markus Tavio

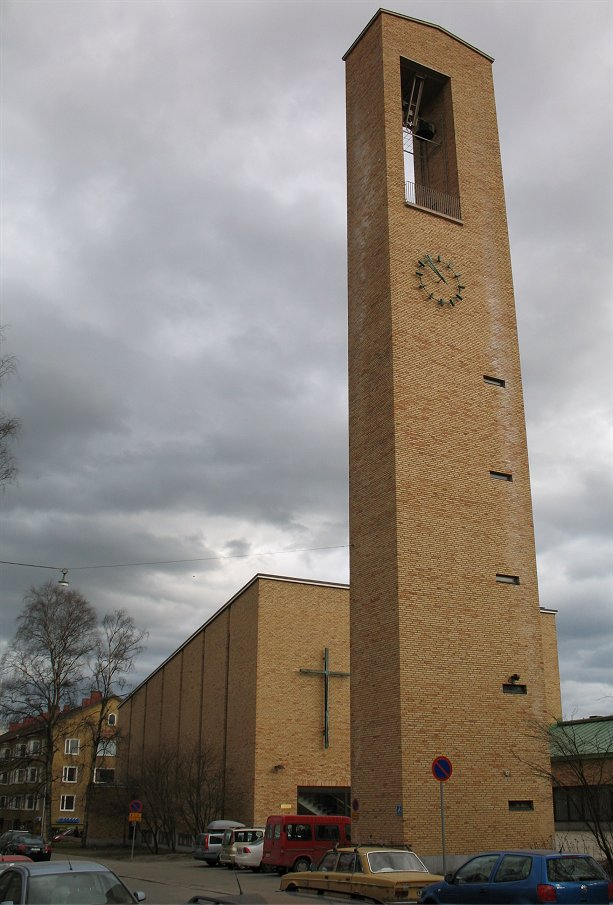
Mejlans kyrka.

Markus Ruben Tavio (ursprungligen Davidsson), född 25 april 1911 i Åbo, död 18 februari 1978 i Helsingfors, var en finländsk arkitekt. 
Tavio tjänstgjorde vid Byggnadsstyrelsen 1938–1939 och startade egen arkitektverksamhet 1944. Under de följande årtiondena blev han främst känd för sina bostadshus, de flesta belägna i Hagalund, Munkshöjden, Smedjebacka, Hertonäs och Botby. Han ritade även en rad kyrkliga byggnader, bland annat i Uleåborg, Jyväskylä och Gamlakarleby. Hans mest kända verk är Mejlans kyrka i Helsingfors, med fasad i gult murtegel (1954).